# Wentdorf (Cumlosen)
Wentdorf ist ein bewohnter Gemeindeteil der Gemeinde Cumlosen des Amtes Lenzen-Elbtalaue im Landkreis Prignitz in Brandenburg.

## Geografie
Der Ort liegt einen Kilometer südöstlich von Cumlosen und 14 Kilometer südöstlich von Lenzen, dem Sitz des Amtes Lenzen-Elbtalaue. Die Nachbarorte sind Motrich und Bentwisch im Nordosten, Lindenberg im Osten, Wittenberge und Wahrenberg im Südosten, Pollitz, Müggendorf, Wanzer, Klein Wanzer, Stresow und Gummern im Südwesten, sowie Cumlosen und Bärwinkel im Nordwesten. Wentdorf ist ein Runddorf mit Dorfkirche und Gut. Südöstlich liegt das Alte Dorf, nordwestlich befindet sich ein Waldstück, dass als Schwartauer Berge bezeichnet wird und eine ehemalige Siedlung gewesen sein könnte. In rund 2,5 km Entfernung befand sich südöstlich das Etablissement Hermannshor.

## Geschichte

### 15. Jahrhundert
Das Dorf wurde 1421 erstmals als Nyenwenttorp urkundlich erwähnt. Eine weitere Schreibweise war 1530 to Wenthtorpe. Es gehörte von vor 1421 bis 1872 der Familie von Möllendorf, 1421 zu Kletzke wohnhaft, später zu Krampfer (1575), Gadow, Bernheide, Lindenberg und Wentdorf (1608). Im Jahr 1811 übernahm die Generalfeldmarschall von Möllendorfsche Majoratsstiftung im Ländchen Cumlosen das Dorf. Ein Teilbesitz und das Kirchenpatronat (1600) war seit 1824 im Besitz der Familie Wilamowitz-Möllendorf mit einem wechselnden Anteil der einzelnen von Möllendorfschen Gütern: Im Jahr 1745 war dies das Gut Wentdorf mit einem Lehnschulzen, vier Bauern, 1 2⁄3 Kossäten und 2⁄3 Köttern. Das Gut Lindenberg umfasste ebenfalls einen Lehnschulzen und 3 2⁄3 Bauern. Das Gut Mankmuß besaß von vor 1530 bis 1872 die ½ Straßengerichtsbarkeit, das Recht zur Holzung (1598, 1710) bzw. sechs Bauern und zwei Kötter (1745). In dieser Zeit kam es im Jahr 1421 zu einem Überfall durch mecklenburgische Raubritter.

### 16. Jahrhundert
Wentdorf war 1542 insgesamt 19 Hufen groß. Der Pfarrer erhielt von jeder Hufe je eine Scheffel Roggen; die Kirche besaß eine Wiese, von der sie 1558 vier Fuder und 1581 acht Fuder Heu ernten konnte. Im Dorf lebten im Jahr 1576 insgesamt 17 Hufner und vier Kossäten. Ein Wohnhof der Kerstens von Möllendorf, entstanden aus dem Auskauf von Bauernhöfen, ist aus dem Jahr 1591 überliefert. Sie wurden zwei Jahre später von der Gemeinde verklagt, weil sie ihren Gemeindepflichten nicht nachkamen.

### 17. Jahrhundert

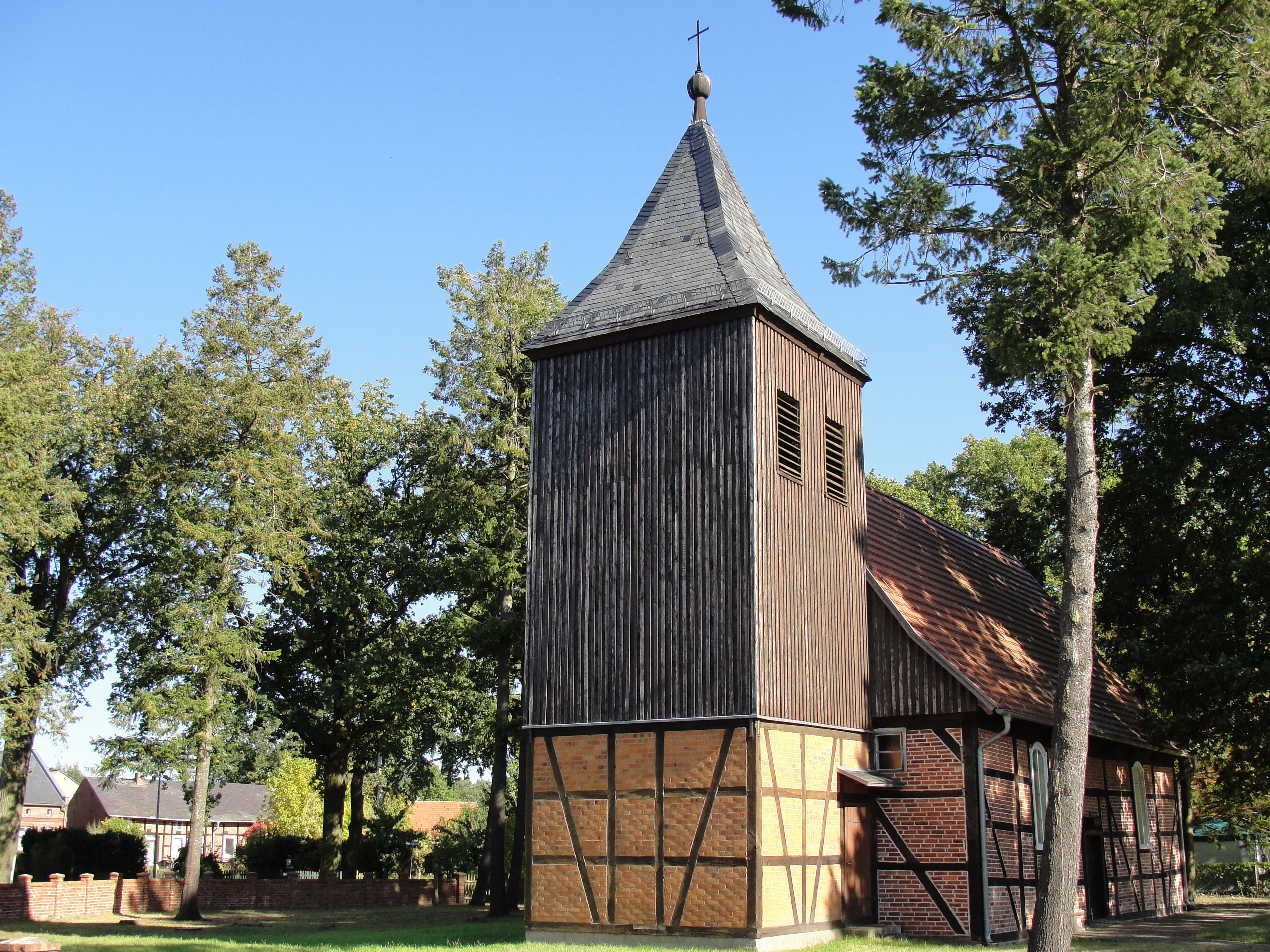
Dorfkirche Wentdorf

Im Jahr 1608 wurde lediglich vom Wohnhof der von Möllendorf berichtet. Für 1652 sind 17 Hufner, zwei Kossäten und insgesamt 42 Personen überliefert. Im Jahr 1686 gab es 19 Hufner ohne Hufen, davon zwei wüst, eine der beiden Kossätenstellen war ebenfalls wüst, die drei Kötter waren besetzt, darunter ein Schneider. Es gab zwei Schenkkrüge auf je einem Hufner- und Kötterhof, zwei Lehnschulzen, Ebel Möllendorf und Peter Haker. Die wüst liegenden Höfe wurden von den von Möllendorf zu Lindenberg genutzt. Die Wiesen und Weiden wurden als mittelmäßig bezeichnet, der Acker war sandig. Die Bewohner mussten bei der Instandhaltung der Deiche mithelfen und betrieben ansonsten Mast, aber keine Fischerei.

### 18. Jahrhundert
Im Jahr 1719 gab es 18 Hufner, einen Kossäten, drei Kötter und einen Hirten ohne Vieh. Für 1734 waren es 17 Bauern, ein Kossät, 15 Häuslinge und zwei Hirten. In einer Statistik aus dem Jahr 1745 ist bekannt, dass im Dorf zwei Lehnschulzen, 17 Bauern, zwei Kossäten und drei Kötter lebten. Für 1760 waren es: 18 Hufner, ein Kossät, vier Kötter, drei Paar Einlieger und ein Kuhhirt. Es gab  ein Dorf mit Vorwerk in dem 17 Bauern und drei Büdner lebten. Zusammen mit dem Gutsbesitzer betrieben sie 36 Feuerstellen (= Haushalte).

### 19. Jahrhundert
Um 1800 gehörte der Ort zum Perlebergischen Kreis der Provinz Prignitz; ein Teil der Kurmark der Mark Brandenburg. Ausweislich einer Statistik aus dem Jahr 1801 gab es in Wentdorf 17 Ganzbauern, einen Kossäten, vier Büdner, einen Einlieger und einen Förster sowie 36 Feuerstellen. In einer Beschreibung dieser Landschaft aus dem Jahr 1804 wurden das Dorf und das Gut Wentdorf mit insgesamt 212 Einwohnern angegeben. Unter diesen waren 17 Ganzbauern, acht Einlieger, vier Büdner, ein Kossäte und ein Förster. Darüber hinaus waren 36 Feuerstellen und zwölf Morgen Holz vorhanden. Die Dorfkirche war eine Filialkirche der Pfarrkirche Cumlosen der Inspektion Perleberg und der Adressort war ebenfalls Perleberg. Als Besitzer wurde „der Lieutenant von Möllendorf zu Bärenheide“ genannt. Für 1819 sind bekannt: 18 Hufner, ein Kossät, drei Kötter, ein Kuhhirt, ein Brinksitzer und vier Paar Einlieger. Im Dorf standen 1846 insgesamt 48 Wohnhäuser. Der Boden wurde 1852 als teils hoch und sandig, teils moorig und teils lehmig beschrieben. Die Bauern betrieben eine Dreifelderwirtschaft und bauten Getreide, Kartoffeln, Futterkräuter und Flachs an. Außerdem züchteten sie Pferde und hielten Kühe, Schweine, Schafe und Gänse; auch ist ein etwas Bienenzucht die Rede. Fischerei wurde auf Grund der Entfernung zur Elbe nicht betrieben. Das Dorf war 1860 insgesamt 1169 Morgen (Mg) groß: 20 Mg Gehöfte, 5 Mg Gartenland, 503 Mg Acker, 250 Mg Wiese, 300 Mg Weide und 91 Mg Wald. Das Rittergut umfasste 747 Mg: 11 Mg Gehöfte, 209 Mg Acker, 126 Mg Wiese, 330 Mg Weide und 71 Mg Wald. Im Dorf standen drei öffentliche, 43 Wohn- und 41 Wirtschaftsgebäude (darunter zwei Getreidemühlen). Das Rittergut umfasste nur das Wohnhaus. Ein Ackergut des Eigentümers August Lange, östlich auf der Feldmark des Dorfes gelegen, wurde als Hermannshof bezeichnet (1861).

### 20. Jahrhundert
Zur Jahrhundertwende standen im 669 Hektar (ha) großen Dorf 58 Häuser; das Rittergut war 68 ha groß. Im Dorf lebten im Jahr 1907 elf Bauern, ein Kossät, neun Eigentümer, ein Gutsbesitzer, ein Gastwirt, ein Schlosser, zwei Maschinisten, ein Baggerheizer, ein Knecht, ein Lehrer, drei Altsitzer und zwei Rentner. Das Rittergut war verlassen. Es wurde zusammen mit dem Gutsbezirk 1928 mit der Gemeinde Wentdorf vereinigt. Wentdorf war 1931 eine 746 ha große Gemeinde mit den Wohnplätzen Hermannshof und Ausbau Wentdorf, in der 64 Wohnhäuser standen. Es gab 14 land- und forstwirtschaftliche Betriebe mit einer Fläche zwischen 20 und 100 ha, zehn Betriebe waren zwischen 10 und 20 ha groß, sieben zwischen 5 und 10 ha und 28 zwischen 0,5 und 5 ha. Dort arbeiteten in Summe 151 Personen. Weitere 120 Personen waren in Industrie und Handel, 52 in Handel und Verkehr tätig (1939).
Nach dem Zweiten Weltkrieg wurden im Rahmen der Bodenreform 1946 insgesamt 31,98 ha enteignet und aufgeteilt: zwei Neubauern erhielten 0,6 ha, ein Bauer 1,56 ha und ein Altbauer 0,35 ha. Die verbliebene Fläche erhielt die Gemeinde und weitere, nicht genannte Personen. Im Jahr 1958 gründete sich die LPG Typ I Prignitztal mit 4 Mitgliedern und 49,48 ha Fläche, die sich jedoch wieder auflöste. Zwei Jahre später gründete sich die LPG Typ I Heimaterde mit 44 Mitgliedern und 400,90 ha Fläche. Der Wohnplatz Hermannshof wurde 1962 nach Wittenberge umgemeindet. Wentdorf war ab 1964 Gemeinde und kam 1973 zur Gemeinde Curnlosen. Dort ist Wentdorf seit 1985 ein Ortsteil. Im Jahr 1974 erfolgte ein Zusammenschluss der LPG mit der LPG Elbetal in Cumlosen und anderen
LPGs zur LPG Typ III Elbetal in Cumlosen.

## Bevölkerungsentwicklung
| Jahr      | 1734 | 1772 | 1791 | 1801 | 1817 | 1837 | 1858               | 1871                           | 1895 | 1925            | 1939 | 1946 | 1971 | 1964 | 1991 |
| Einwohner | 177  | 140  | 218  | 212  | 203  | 262  | Dorf 281 und Gut 7 | 286 und 15 (Hermannshof) und 2 | 275  | 324 und 15 (H.) | 357  | 499  | 213  | 316  | 286  |

## Kultur und Sehenswürdigkeiten
- Die Dorfkirche Wentdorf ist eine rechteckige Fachwerkkirche, die ausweislich einer Inschrift am Türbalken im Jahr 1663 entstand. Der Westturm stammt aus der Zeit um 1960. Im Innern steht unter anderem ein Altarretabel von 1682.